# Stefano di Calagonis
Stefano di Calagonis (Calagonis, I secolo – Calagonis, 82) è stato un martire del I secolo, venerato come santo dalla Chiesa cattolica.

## Agiografia
Era originario di Calagonis, insediamento punico-romano in Sardegna fondato nel luogo in cui sorge oggi la città di Maracalagonis.
Di lui non si hanno notizie storiche certe: la tradizione agiografica riporta che, nato da padre pagano, fu convertito al cristianesimo da sant'Avendrace e fu martirizzato a Calagonis, trafitto con un grosso chiodo in testa, nell'82.
Le sue reliquie sono conservate nella chiesa patronale a lui dedicata in Maracalagonis.